# Максимейко Юлія Володимирівна
Юлія Володимирівна Максимейко (нар. 5 жовтня 1988, Харків) — українська поетеса й перекладачка.

## Біографія
Народилася другою дитиною після брата Артема (1976—2012) у сім'ї Володимира Ілліча (* 1949) та Лариси Сергіївни (* 1952) Максимейків. З 1995 по 2005 рік навчалась у Харківській спеціалізованій школі № 11, яку закінчила із золотою медаллю.
2005 року вступила на філологічний факультет іноземної філології Харківського державного педагогічного університету імені Григорія Сковороди (спеціальність — педагогіка і методика середньої освіти. англійська мова та література). На другому курсі (2006 рік) отримала нагороду «Золоте перо», як найактивніший дописувач університетської газети «Вчитель». Цього ж року отримувала Президентську стипендію. У 2010-му здобула диплом магістра з відзнакою.
В 2010—2011 роках Юлія Максимейко працювала вчителькою англійської мови в молодших класах Харківської спеціалізованої школи № 11. Співпрацювала з видавництвами «Треант» — 2008—2009 (перекладач), «Фоліо» — 2007—2013 (коректор, перекладач), «Віват» з 2013 року й дотепер, «КСД» — 2015 й дотепер, K-fund 2016—2017 й «Ранок» — 2017.
Юлія Максимейко проживає в Харкові. Одружена з Олексієм Барановим.

## Творчість
Вперше опублікувалася 2001 року в журналі «Журавлик». 2002 року вийшла її перша збірка поезій «Кроки у мінорному мажорі». У 2006-му, 2010-му та 2014 роках опубліковано наступні збірки — «Вербарій», «Ціленеспрямованість» і «Линии». Друкувалася в антології харківських поетів «Парк горького періоду», журналі «Березіль», в альманахах «Левада», «Зав'язь», «Молода республіка поетів» і в газеті «Слобожанський край».
Упорядниця антології «Вулична поезія» (Харків, 2015), всі кошти від продажу якої спрямовувалися в благодійний фонд «Таблеточки».
Учасниця поетичних читань Форуму видавців у Львові (2017).
Учасниця фестивалів «Остання барикада», «Несумісна сумісність», «Йогансен-фест».
Переможниця конкурсу «Молоде вино» (2008).
З 2005 року є членом журі семінару молодих поетів «Молода Слобожанщина».
Пройшла курс письменницької майстерності центру «Litosvita» восени 2016 року, а також курс художнього перекладу «Bartleby&Co». Відтоді вона лектор центру літературної освіти «Litosvita».
З 2005 року член Національної спілки письменників України.
З 2011 року перекладає з англійської українською мовою. Працює переважно в жанрі філософської лірики.

## Твори

### Збірки поезій
- Кроки у мінорному мажорі. — Харків: Крок, 2002. — 28 с.
- Ціленеспрямованість./ Поезії — Харків: Крок, 2006. — 48 с.
- Вербарій. — Харків: Крок, 2011. — 64 с.
- Линии. — Харьков: Майдан, 2014. — 80 с.

### Антології
- Третій міжнародний літературний фестиваль 15 Форум видавців у Львові. — Львів: ТзОВ «АзАрт», ГО «Форум видавців», 2008. — 306 с.
- Четыре стороны ветра: антология сетевой поэзии. — Санкт-Петербург: Скифия, 2011. — 416 с.
- Парк горького періоду. — Харків: Видавець Савчук О. О., 2013. — 140 с.
- Перший конкурс «Міжнародна Слов'янська Поетична премія». — Х.:, 2014. — 148 с.
- Вулична поезія. — Харків: Видавець Савчук О. О., 2015. — 132с.

### Переклади

#### З англійської
- Танки і бронетехніка. Ілюстрований атлас. — Х.: Vivat, 2013, 2017. — 64 с. ISBN 978-966-942-000-8, 978-615-5168-65-9 (Спільно з Евеліною Шатіловою)
- Емілі Локгарт. Ми були брехунами. — Харків.: Книжковий Клуб «Клуб Сімейного Дозвілля», 2016. — 224 с.
- Герберт Генцмер, Ульріх Гелленбранд. Таємниці цивілізації. Непоясненні дива і загадкові явища — Х.: Vivat, 2016. — 320 с. ISBN 978-617-7164-73-8
- Макс Портер. У печалі є крила. — Х.: Книжковий Клуб «Клуб Сімейного Дозвілля», 2016. — 128 с. 978-057-132-723-2
- Ібрагім Марава. Про тебе справжню. 50 уроків до свого мінливого тіла. — К.: #книголав, 2017. — 224 с. ISBN 978-617-8012-00-7
- Макс Портер. В печалі є крила. — Х.: Книжковий Клуб «Клуб Сімейного Дозвілля», 2017. — 128 с.
- Алан Бредлі. Трава, що сумку ката обвива. — Х.: Книжковий Клуб «Клуб Сімейного Дозвілля», 2017. — 320 с.
- Дарсі Белл. Проста послуга. — Х.: Книжковий Клуб «Клуб Сімейного Дозвілля», 2017. — 320 с.
- Шарі Лапена. Подружжя по сусідству. — Х.: Книжковий Клуб «Клуб Сімейного Дозвілля», 2017. — 288 с.
- Стів Кейс. IT-Цунамі. — Київ: K-fund, 2017. — 192 с.
- Крістофер Едж. Як #писати і не лажати. — Х.: Vivat, 2017. — 160 с. ISBN 978-019-837-648-4
- Ґабрієль Зевін. Славетне життя Ей-Джея Фікрі. — Х.: Vivat, 2018. — 240 с.
- Клої Еспозіто. Шалена. — Х.: Книжковий Клуб «Клуб Сімейного Дозвілля», 2018. — 352 с.
- Кара Делевінь, Ровен Колман. Дзеркальце, моє дзеркальце. — Х.: Книжковий Клуб «Клуб Сімейного Дозвілля», 2018. — 304 с.
- Дейвід Бадділ. Агенція батьків. Ранок, 2018. 320 с. ISBN 978-617-09-3556-4
- Вірджині Депант. Вернон Субутекс #1. — Х.: КСД, 2019. — 352 с. ISBN 978-617-12-6076-4 (у співавторстві з Валерією Космідайло)
- Ніколас Спаркс. Любий Джоне… — Х.: Vivat, 2019. 304 с. ISBN 978-966-942-826-4
- Террі Дірі. Моторошна історія. Нахабні вікінги. — Х.: Vivat, 2019/ — 144 с. ISBN 978-966-982-030-3
- Майкл Джонсон. А тепер спробуйте щось дивніше. Як вижити в креативному бізнесі і лишатися невичерпним джерелом ідей. — К.: ArtHuss, 2020. — 256 с. ISBN 978-617-7799-47-3
- Агата Крісті. Наприкінці приходить смерть. — Х.: КСД, 2020. — 288 с. ISBN 978-617-12-8084-7
- Агата Крісті. Трагедія в трьох діях. — Х.: КСД, 2020. 288 с. ISBN 978-617-12=7104-3
- Розі Волш. Сім щасливих днів. — Х.: Vivat, 2020. — 320 с. ISBN 978966-982-089-1
- Ребекка Етвуд. Життя в кольорі. — К.: ArtHuss, 2020. — 272 с. ISBN 978-617-7799-49-7
- Агата Крісті. Чому не Еванс? — Х.: КСД, 2021. — 288 с. ISBN 978-617-12-8348-0
- Ебігейл Дін. Дівчина А. — Х.: КСД, 2021. — 384 с. ISBN 978-617-12-9149-2
- Кара Неттерсон. Тонке мистецтво виховання синів. — Х.: Vivat, 2022. — 256 с. ISBN 978-966-982-780-7
- Ґабрієль Зевін. Славетне життя Ей-Джея Фікрі. — Х.: Vivat, 2023. — 240 с. ISBN 978-617-17-0224-0
- Лайза Дженова. Пам'ятати. Наука про спогади і мистецтво забування. — К.: #книголав, 2023. — 216 с. ISBN 978-617-8286-21-7
- Гордон Корман. Нездатні. — Х.: Vivat, 2023. — 256 с. ISBN 978-966-942-668-0
- Роджер Нібон. Як стати експертом. Шлях до майстерності. — Х.: Vivat, 2023. — 375 с. ISBN 978-966-982-719-7
- Сара Джіо. Усі квіти Парижа. — Х.: Vivat, 2023. — 336 с. ISBN 978-617-170-027-7
- Жеральдін Джеймс Книга Шелфі. — К.: ArtHuss, 2023. — 192 с. ISBN 978-617-802-556-4

#### З норвезької
- Ю Несбе. Мисливці за головами. — Х.: Фоліо, 2013. — 285 с. ISBN 978-966-03-6440-0

#### З російської
- Агнія Барто. Іграшки. — К.: Національний книжковий проект, 2011. — 160 с. ISBN 978-617-592-063-3 (спільно з Оленою Рибкою)

#### З фінської
- Софі Оксанен. Очищення. — Х.: Фоліо, 2013. — 317 с. ISBN 978-966-03-6538-4

#### З французької
- Гі де Мопассан. Любий друг.— К.: #книголав, 2016. — 304 с. — ISBN 978-617-7563-09-8
- Гюстав Флобер. Пані Боварі. — К.: #книголав, 2018. — 336 с.
- Ерік Вюяр. Порядок денний. — Х.: Vivat, 2019. — 160 с. ISBN 978-966-94-2975-9
- Люк Фоккруль. А коли вже Святого Миколая?. — К.: #книголав, 2024. — 32 с. ISBN 978-617-8439-05-7

## Нагороди і відзнаки
- 2008 — Перемога в конкурсі читаної поезії «Молоде вино»